# Сероногий скрытохвост
Сероногий скрытохвост (лат. Crypturellus duidae) — вид птиц из семейства тинаму.

## Распространение
Живут в относительно сухих лесах (Южной Америки) на высоте до 500 м над уровнем моря на территории Колумбии, Венесуэлы и Бразилии. Встречается и в Перу.

## Описание
Длина тела около 30 см. Ноги птицы серого цвета.

## Поведение
Питаются, как и другие тинаму, тем, что могут найти на земле или вблизи её — фруктами, небольшим количеством беспозвоночных, семенами, кореньями и т. п. Птица, как и другие тинаму, может летать, но не очень хорошо.